# Историография психиатрии в Российской империи
Историография психиатрии в Российской империи — совокупность исследований, посвящённых психиатрии в Российской империи.

## Общие сведения
Вторая половина XIX — начало XX столетия — время интенсивного общественного и социально-экономического развития страны: рост производственных сил, быстро развивающееся капиталистическое производство, обстановка общественного пробуждения и идейно-материалистическое влияние создали положительную почву для развития естествознания, медицины и технических наук.
Под этим влиянием происходила и перестройка системы психиатрической помощи. Вплоть до конца XVIII в. в Западной Европе господствовало отношение к психически больным, как к одержимым злым духом. Такое положение стало меняться с развитием наук, мощным влиянием французского материализма и Великой французской буржуазной революции. Первым новатором стал французский врач Филипп Пинель — основоположник общественной и клинической психиатрии во Франции. Он изменил отношение к душевнобольным, реорганизовал их содержание и лечение. Психически больным также были восстановлены их человеческие и гражданские права. С этого момента психиатрия развивалась как самостоятельная естественно-научная клиническая дисциплина.
Психиатрия, в сравнении с другими областями медицины, в большей степени испытала влияние течений философии. К примеру, в Германии это проявилось наиболее ярко: в немецкой философии начала XIX в. преобладали идеалистические течения, которые в психиатрии нашли отражение во взглядах школы «психиков» (психическое заболевание — результат злой воли или греховности человека) и школы «соматиков» (психическое заболевание — болезнь тела, так как душа бессмертна и болеть не может).
Однако в истории русской психиатрии «многие западные, по своей сути глубоко реакционные идеи никогда не встречали сочувствия». Поэтому идеи школы «психиков» и «соматиков», учение о едином психозе или учение о вырождении широкого резонанса не получили. Иными словами, многие вопросы русская психиатрия разрешала своим самостоятельным путем.
В Российской Империи на развитие психиатрии сильное влияние оказали прогрессивные материалистические тенденции представителей общественной мысли, в связи с чем преобладание естественно-научных тенденций упрочилось как в этой, так и в других областях медицины. Кроме того, большое влияние с середины XIX в. произвели эволюционная теория Чарльза Дарвина и учение о рефлексе, разработанное русскими физиологами Иваном Михайловичем Сеченовым и Иваном Петровичем Павловым.
Русская психиатрия становилась в эпоху глубоких сдвигов в жизни страны и отражала ту волну общественного подъёма, которая характеризует 1860-е гг. Вместе с земской реформой 1864 г. и созданием земской медицины приказы общественного призрения были реорганизованы. С этого момента «начинается перестройка психиатрической помощи, созидавшейся наново на иных, принципиально отличных, прогрессивных началах, отражавших новые веяния». Так новые начинания общественной медицины решительно сказались и на постановке психиатрической помощи. Не менее важным был и переворот в научной психиатрии.
Во второй половине XIX в. русская психиатрия имела уже Ивана Михайловича Балинского, заслужившего почетное имя «отца русской психиатрии», в расцвете сил был Иван Павлович Мержеевский, а в 80-х гг. появляются Сергей Сергеевич Корсаков и Виктор Хрисанфович Кандинский, чьим заслугам и сейчас обязана современная психиатрия.
Таким образом, со второй половины XIX в. в психиатрии наступает период нозологической (нозология) систематизации психических расстройств, то есть определённая болезнь стала выделяться как самостоятельная болезненная форма на основе установленной причины (этиология), особенностей развития (патогенез) и типичных внешних проявлений. Это также время гуманизации отношения общества к душевнобольным, иными словами, душевнобольной стал человеком, которому требуется медицинская помощь.

## Дореволюционная историография
С середины XIX в. отношение к душевнобольным стало меняться, проблемы психиатрии стали приобретать научный характер вместо старой системы религиозного мировоззрения и мистического представления об умалишенных.
Термин «психиатрия» пришёл в Россию из Западной Европы в начале XIX в. и распространялся параллельно с открытием домов для душевнобольных. Начиная с 20-х гг. XIX в. в России стала появляться специализированная литература о психических болезнях, в которой уделялось внимание пониманию «нормального» и «больного» человека, понятию «психически здоровый человек».
Основными дисциплинами, изучающими феномен душевнобольных, являются история, медицина, философия и юриспруденция. Соответственно, медицину интересуют аспекты течения самой болезни, и то, как менялся уход за больными. Для истории интересно явление душевнобольных как отдельного института со всеми его составляющими. Для философии важно понимание сути безумства и его границы с нормальностью человека. А юриспруденция рассматривает сумасшедших как отдельный класс общества, изучая его права и обязанности.
Историю становления института безумных в дореволюционной России обычно делили на три смысловых периода, зависящих от социокультурной обстановки времени.

### Первый «монастырский период» до 1775 г.
Первый «монастырский период» длится с XI в. и до 1775 г., хронологические рамки которого определяются строительством больницы при Киево-Печерском монастыре и открытием первых доллгаузов (первичное название психиатрических больниц в России (также дольгауз и долльгауз), искаженное слово от немецкого tollhaus — сумасшедший дом, toll — безумный, haus — дом). Ещё его можно разбить на три категории: древнерусский период до XIII в., московский период до Петра I и от петровских реформ до учреждения приказа общественного призрения. В основном безумных этого времени отправляли на попечение в монастыри.

### Второй период с 1775 г. по 1864 г.
Второй период с 1775 г. по 1864 г. характеризуется временем от создания приказов общественного призрения до формирования земств. В течение этого промежутка времени при больницах постепенно стали открываться психиатрические отделения и строиться специальные дома для душевнобольных по немецкой модели.
На рубеже XVIII—XIX вв. остро встали ключевые проблемы устройства попечения безумных: отсутствие административно-законодательной базы, неимение профессиональных врачей-психиатров, а также восприятие больных в обществе.
Одним из первых реформаторов русской психиатрии был Василий Федорович Саблер (1797—1877 гг.), главный врач московской Преображенской психиатрической больнице (Психиатрический стационар имени В. А. Гиляровского) в 1832—1871 гг. Он изменил условия содержания и лечения пациентов: были отменены цепи, ограничены смирительные средства, введена трудотерапия и т. д.
Первый русский учебник по психическим болезням был опубликован в 1834 г. под редакцией профессора Петра Александровича Бутковского (1801—1844 гг.). Он стал рассматривать психические болезни не как процесс, локализованный в душе, а как причину в «неправильном концентрическом совокуплении нервных сил в мозгу».
Для лечения душевнобольных он выделял два главных условия: материальное и психическое влияния. В учебнике он дал исторический экскурс о душевных болезнях вообще и о частном понимании, рассказал об устройстве и управлении домами для умалишенных и привел свою классификацию душевных болезней («Суемудрие», «Дурачество», «Глупость», «Исступление» и др.). С одной стороны, некоторые мысли Бутковского могут показаться странными и наивными, но, с другой стороны, четкость и обстоятельность клинических наблюдений поражает, а также там присутствует гуманистический подход, необычный для психиатрии того времени.
Профессор медико-хирургической Академии Иван Михайлович Балинский (1824—1902 гг.) — основатель российской научной школы психиатрии — стал организатором первой в Российской Империи кафедры психиатрии и первой школы русских психиатров. Вместе со становлением профессионального психиатрического образования и появлением классификаций болезней, складывались основы реформирования домов умалишенных. К концу 40-х гг. стали публиковаться специальные руководства и введения в науку о душевных болезнях.
Таким образом, второй период можно назвать временем коренного пересмотра отношения общества к душевнобольным, оказания им медицинской помощи и закладывания основ научной психиатрии.

### Третий «психиатрический» период с 1864—1917 гг.
Третий «психиатрический» период с 1864—1917 гг. характеризуется развитием земской медицины, четкой дифференциацией медицинского знания и созданием крупных научных школ. Именно в это время уже можно говорить об институционализации психиатрии в России, когда были сформулированы и упорядочены концепции лечения и обеспечения душевнобольных, когда активно проводилась реконструкция и новое строительство больниц.
Одной из первых работ по историографии отечественной психиатрии была статья русского врача A.В. Шульца, состоящего при частном доме для помешанных в Петербурге, «Призрение помешанных в России», опубликованная в журнале «Архив судебной медицины и общественной гигиены». В работе была дана ретроспективная оценка положения душевнобольных в обществе, были показаны принципы оказания помощи и тенденции их лечения, статистика больниц по городам.
Последующие обращения к историческим вопросам связаны с общими работами по неврологии и психиатрии, с реформированием системы содержания помешанных и с созданием разных типов лечебниц.

### Общие работы по неврологии и психиатрии

##### Александр Устинович Фрезе
Александр Устинович Фрезе (1826—1884 гг.), один из первых профессоров психиатрии в России, написавший несколько ценных работ: «Об устройстве домов для умалишенных», «Очерк судебной психиатрии», «Краткий курс психотерапии». Он продолжал развивать материалистические идеи Матвея Яковлевича Мудрова, Василия Федоровича Саблера, Ивана Михайловича Сеченова и пришёл к заключению, что деятельность мозга основана на его взаимосвязи с окружающим миром. Поэтому он писал, что «душевным расстройством будет то болезненное состояние головного мозга, которое в сфере душевной деятельности сопровождается нарушением логического отношения человека к миру».
Кроме того, Фрезе сформулировал идею о рефлекторном характере психических процессов. Он рассматривал психическую деятельность как результат проявления деятельности и мозга, и организма в целом: «Признавая головной мозг органом психической деятельности, <…> мы смотрим на душевные болезни так же, как на все остальные болезни человеческого тела. До сих пор никому не удалось наблюдать душевные явления, возникающие сами по себе, то есть независимо от данного организма. <…> Помешательство указывает на более или менее явное раздражение головного мозга».
Большинство врачей вплоть до конца XIX в. придерживались концепции о едином психозе, то есть не дифференцировали психические болезни по нозологическому принципу. Поддержав линию П. А. Бутковского и продолжая разграничивать симптоматику психозов новаторами стали Сергей Сергеевич Корсаков и Виктор Хрисанфович Кандинский.

##### Сергей Сергеевич Корсаков
Сергей Сергеевич Корсаков (1854—1900 гг.) — основоположник московской научной школы психиатрии и нозологического направления в психиатрии, начавшим его построение раньше немецкого психиатра Э. Крепелина, признаваемого основателем нозологического направления. Он разделил психические болезни на скоропреходящие симптоматические и самостоятельные психические расстройства, психозы и психопатические конституции и состояния психического недоразвития. Его классификация признана «единственной полной и оригинальной русской классификацией психических болезней».
Психическую деятельность Корсаков рассматривал также в близкой связи с головным мозгом: «душевные болезни по своим проявлениям суть расстройства личности, по локализации — болезни переднего мозга». Соответственно психическая деятельность, по Корсокову, тесно связана с физиологическими процессами, и сознание является функцией деятельности мозга. Однако при этом он говорил и о «направляющей силе ума», которая предшествует сознательной деятельности, создающей возможность восприятия ощущений… «Это — воля в широком смысле слова… единая мировая сила, которая определяет и совершенствование видов».

##### Виктор Хрисанфович Кандинский
Основоположником общей психопатологии (изучение расстройств психики с точки зрения медицины) как науки и современных методов психиатрического исследования стал Виктор Хрисанфович Кандинский (1849—1889 гг.). На формирование его взглядов в области философии большое влияние оказали естественнонаучные открытия второй половины XIX в. и материалистические позиции видных ученых в области медицины. Кроме того, Кандинский полагал, что ученый для плодотворной научной деятельности в любой области знаний должен был выработать свое четкое философское мировоззрение. В связи с чем, помимо научных трудов по психиатрии и психопатологии, он занимался психологией и написал две крупные работы, излагающие его философские взгляды: своеобразный очерк истории суждений о душе животных и человека «Общепонятные психологические этюды».
Кандинский проявлял немалый интерес к психологии. Он говорил, что психология — это наука о душе вообще, а психиатрия — наука о душевном расстройстве, и поэтому «выводы психиатрии к здоровой душе неприложимы; общие выводы научной психологии для психиатрии обязательны, ибо душа, расстроившись, не перестает быть душою. Рациональная психиатрия неизбежно имеет в своей основе психологию». Поэтому, по его мнению, психиатрия не может самостоятельно дать определения «душевной болезни», так как это понятие лежит в сфере психологии. Отсюда душевная болезнь приравнивается к понятию о невменяемости, а невменяемыми «могут быть лишь действия человека, находящегося в душевном состоянии исключающем свободное волеизъявление».
Кроме того, Кандинский предложил собственную классификацию психических болезней, считая что «душевные болезни <…> являются в совершенно отдельных и самостоятельных клинических формах, из которых некоторые столь же типичны по течению, как, например, пневмония или тиф». Но при этом подчеркивал, что «полная нозологическая система душевных страданий — задача будущего».

##### Николай Николаевич Баженов
Другой известный русский психиатр Николай Николаевич Баженов (1857—1923 гг.), известный также как писатель и исследователь пограничного состояния душевной болезни и творчества на примерах своих современников, поставил себе цель на примере истории Преображенской больницы провести ретроспективный анализ по становлению психиатрии, так как считал, что «история психиатрии в России представляет собой почти совершенно неразработанную область».
В целом, можно сказать, что конец XIX в. — начало XX в. ознаменовались стремительным накоплением знаний и обобщением огромного количества научных фактов в области психиатрии.

##### Иван Павлович Мержеевский
В 1887 г. состоялся первый съезд отечественных психиатров, накануне которого стали печататься отчеты по осмотру русских психиатрических заведений и отдельные работы по законодательству о душевнобольных, где наряду с историческим анализом состояния вопроса, содержались и рекомендации по улучшению призрения и правового положения душевнобольных.
Первый съезд открылся 5 января 1887 г. в большой аудитории Политехнического музея в Москве. Он представлял собой важный этап в истории развития русской психиатрии и дал сильный толчок вперед. Всего собралось около 440 врачей, из которых было 86 психиатров. Председателем съезда был избран Иван Павлович Мержеевский, произнесший блестящую речь «Об условиях, благоприятствующих развитию душевных заболеваний в России и о мерах, направленных к их уменьшению».
Иван Павлович говорил, что меры о предупреждения душевных и нервных заболеваний должны занимать первое место в вопросе об охранение народного здравия, потому что «1) число этих заболеваний возрастает значительно в последнее время, 2) они принадлежат по большей части к тяжким хроническим и продолжительным болезням, и 3) лица, страдающие некоторыми нервными и вообще душевными болезнями, не могут исполнять обязанностей гражданина, то есть вносить вклад в сокровищницу общественного благосостояния и развития, а потому увеличение нервных и душевных заболеваний неминуемо причиняет громадный ущерб существенным силам страны, то есть умственному, нравственному и материальному её богатству».
Главной причиной способствующей развитию душевных и нервных болезней Мержеевский называл «ненормальные общественные условия», а наследственность, злоупотребление спиртными напитками и влияние окружающей среды ставил уже на последующие места. Да, он признавал, что фактор наследственности очень велик, и что из 3 или 4 душевнобольных у одного болезнь зависит именно от этой причины. Спиртные напитки также несут большой процент выборки, вплоть до 42 % всех больных, и даже есть зависимость между родом алкоголя и заболеванием: «от водки душевные болезни развиваются более, чем от вина».
Однако при всем этом, более существенное влияние на формирование болезни, по его мнению, оказывала среда нахождения человека, которая при наличии наследственности приводит к психозам, а у лиц вполне свободных от порочной наследственности вызывает нервную слабость или неврастению, которые следует считать исходной точкой большинства нервных и душевных заболеваний.
Иван Павлович полагал, что с отмены крепостного права в России общественная среда весьма способствовала развитию душевных болезней: «Освобождение миллионов народа от их рабского состояния и забитости, из их умственной летаргии и пассивного положения, призвание их к живой деятельности и более самостоятельной жизни, в силу многих реформ минувшего царствования, выработало более спроса на умственный труд, более требований умственного ценза, более конкуренции и, следовательно, вызвало более умственного труда и более реакций на внешние события, более волнений; вообще, большей работы психического механизма и большей его порчи. Так как все эти реформы наступали быстро, можно сказать, внезапно, без предварительной подготовки умов к восприятию благодеяний новых начал, то возбуждение умов и чувств, ими вызванное, должно было произвести реакции, несоразмерные с привычной деятельностью мозга и в некоторых случаях нарушить правильность его регуляции».
Естественно помимо этого Мержеевский выделял и другие проблемы общества: стремление к наживе, к быстрому обогащению, тяжелые и продолжительные воины, чрезмерные требования школы и учебного ценза, влияние общественных местных условий жизни в России и др.
Интересно, что для интеллигенции он выделял ещё один отдельный фактор — малое число культурных центров в России.
Он говорил, что человек, получивший высшее образование и привыкший постоянно находится в кругу людей, обладающих лучшими нравственными потребностями, после окончания учёбы вынужден был жить в среде, совершенно чужой степени его умственного развития. В большинстве случаев это проводило к непониманию его высших стремлений окружающими, что неизбежно вызывало разочарование и впоследствии нередко душевную болезнь.
Для всех вышеописанных пороков, необходимы меры, «которые не во власти одной только медицины; исцеление общественных недугов — это работа всего общества, работа медленная, вековая», но чтобы понимать как бороться, «нужно знать размеры зла, нужно познакомиться с ними во всех подробностях».
Таким образом, особенностью изучения истории психиатрии и положения душевнобольных в то время было то, что исследователями этих вопросов, в основном, были медики и историки медицины, преподававшие в Университетах или юристы. Немалое число исследований было посвящено рассмотрению отдельных вопросов, как правило, истории лечебных учреждений, обществ. Выходили также работы, посвященные дифференцированным отраслям медицины, труды, посвященные выдающимся врачам, и учебно-методические издания по психиатрии. Работы исследователей дореволюционного периода отличает широтой охвата. Но при этом их недостатками являются излишняя увлеченность субъективными сведениями и слабость справочного аппарата. Такова краткая характеристика дореволюционной историографии.

## Советская историография
В советской историографии количество комплексных работ по истории становления института психиатрии в XIX в. крайне мало. Выходил ряд монографических исследованиях частного и общего характера, однако, в основном, по причинам идеологического несоответствия, внимание на проблематике вопроса пристально не останавливалось.
В целом, авторы, говоря о становлении психиатрии, дореволюционный период рассматривали бегло. Когда же речь шла о причинах появления самих душевнобольных, то исследователи обвиняли в том либо Царское правительство, либо общество.
Наибольший охват получил аспект прав сумасшедших, где авторы также склонны к обвинению правительства в плохо разработанной законодательной базе. Немалое количество работ посвящено биографиям выдающихся врачей, интересующего нас периода, в которых через призму жизни самого психиатра показывается история развития института. Наиболее скудно дело обстоит с изучением феномена «безумия» как такового. Это связано с тем, что в советское время институт психиатрии приобрел карательный и политический характер, соответственно, осмысление и раскрытие понятия душевнобольного человека не входило в круг исследуемых аспектов.
В 1929 г. психиатр Юрий Владимирович Каннабих издал «Историю психиатрии», в которой собраны и систематизированы важные и обширные данные начиная от европейской психиатрии древних веков и кончая психиатрией советского периода.

##### Тихон Иванович Юдин
Одним из самых весомых является фундаментальное исследование советского психиатра, заслуженного деятеля науки, профессора Тихона Ивановича Юдина «Очерки истории отечественной психиатрии» (1951 г.). В монографии автор раскрывает историю зарождения и развития общественной помощи психическим больным в неразрывной связи с экономическим и политическим состоянием общества, показывая отражение исторической эпохи и закономерность её влияния на население, её самобытность и прогрессивность в развитии отечественной психиатрии. Для этого была произведена длительная работа по сбору фактического материала начиная от летописей и собраний законов, заканчивая протоколами совещаний и съездов. Однако Т. И. Юдин умер в 1949 г., не успев закончить свой труд; материалы о преобразованиях после Октябрьской революции 1917 г. остались неиспользованными.
Главным двигателем развития русской медицины, культуры и в частности, психиатрии Юдин называл учения И. М. Сеченова, который считал необходимым рассматривать психические явления (ощущения, представления, мышление) как «интегральные части всего процесса, начиная с внешнего воздействия на органы чувств и заканчивая действием, поступком» и учил, что «научная психология не может быть ничем иным, как учением о происхождении психических деятельностей».
А главным тормозом в развитии психиатрии, Юдин называл представление среди народа о психиатрических учреждениях не как о лечебных, а как охраняющих общество от беспокойных людей, наиболее остро это отразилось на развитии земской психиатрии.
Кроме того, Юдин приводит в своем труде мысли французских психиатров Анри Валлон и Огюст Конт о русской психиатрии и наших лечебных заведениях. Авторы пишут о методах лечения, о постельном содержании, режиме нестеснения, об уходе, позитивно отзываются о работе фельдшеров, говоря что они представляются им «прекрасными работниками». Их труд, изданный в 1899 г., заканчивается следующими строками: «В России учреждения для психически больных не называются убежищами (asiles), но больницами; их рассматривают не как помещения для людей, не способных жить на свободе, но как учреждения для лечения психически больных. Врачи многочисленны,… хорошо образованы, трудолюбивы, стоят au соurant всего, что делается и пишется по психиатрии в иностранных государствах… В течение последних лет в России устроены прекрасные больницы: Алексеевская, Покровская, Новознаменская, психиатрические клиники Москвы н Петербурга. Психиатрические клиники Москвы и Петербурга — два чудно устроенных здания, ничего подобного им нельзя найти во Франции…»
В других историографических работах советского периода по истории изучения института русской психиатрической помощи в XIX в. прослеживается тенденция преуменьшения значимости положительного опыта в организации психиатрической помощи дореволюционной России, все достижения и успехи связываются в основном с советской психиатрией. Процесс развития психиатрии в них рассматривается скорее как естественное движение в рамках эволюции и прогресса всего общества, чем как выдающиеся достижения. Кроме того, стали появляться работы, касающиеся развития судебной психиатрии.
Врач Леон Лазаревич Рохлин написал обширную и детализированную биографию Кандинского, признавал также огромные заслуги Корсакова, Мержеевского и Бехтерева и считал, что они заложили «прочный фундамент для естественно-научного изучения психических болезней». Однако, по его мнению, общий уровень науки в то время не мог позволить врачам сделать больших открытий, и только Октябрьская революция дала возможность реализации новых идей.
Историю развития взглядов на понятие дееспособность душевнобольного можно найти на страницах монографии Елена Матвеевна Холодковская «Дееспособность психических больных в судебно-психиатрической практике». Автор пишет, что на протяжении всего изучаемого периода между психиатрами и юристами не было достигнуто взаимопонимания относительно вопроса дееспособности больного. Разделяя взгляды исследователей XIX в. на этом счет, она выделяет две главные проблемы: признание человека «безумным» выдвигалось лицами, не знающими психиатрии (сенат, особое присутствие) и отсутствие законодательной базы. Однако Холодковская вину за подобные допущения возлагала на общество, так как оно не понимало самой сути безумия. Социуму, с её слов, представлялось, что обычный человек знает о душевных болезнях столько же, сколько и врач из-за того, что грань ненормальности нематериальна и неуловима. Вследствие чего, общество допускало чиновнику судить сумасшедшего, не понимая разницы между врачом и представительным органом в таких вопросах.
Коллективный труд «Основные этапы развития отечественной судебной психиатрии» дает уже более полную систематизацию данных о становлении и развитии отечественной судебной психиатрии. Авторы, так же, как и Холодковская, говорят о предрассудках общества, которое, руководствуясь бытовыми представлениями о душевных заболеваниях, подвергало страданиям действительно больных личностей, которые, с точки зрения обывателя, не производили впечатления «помешанных». Но при этом основную вину за такое положение дел редакторы водворяли на царское правительство, выгораживая самих врачей-психиатров, которые, по их мнению, пытались бороться, но не были услышаны.
Цецилия Мироновна Фейнберг считала, что иногда из-за перестраховки судьи называли лиц здоровых душевнобольными, которым в связи с признанием их безумными следовало, согласно закону, провести два года в клинике для душевнобольных. Автор полагала, что такие действия были недозволительными и являлись «исключительно жестокими предупредительными мерами».
После же распада Советского Союза изучение темы в российской историографии стало более актуальной и приобрело междисциплинарный характер. На рубеже XX—XXI вв. и в последнее время увеличилось количество публикаций отдельных научных статей и комплексных монографий. Появление работ, посвященных этому вопросу, свидетельствует о развитии интереса к этому вопросу.

## Современная историография
Современные исследователи рассматривают проблематику становления психиатрии, частных тем и понимания самого безумия. На рассмотрение последнего колоссальное влияние оказали западные философские течения, получившие распространение.
Эпоха карательной психиатрии закончилась, дав возможность переосмыслить факты и взглянуть на их изучение с другой стороны.
В смене векторов и интегрировании новых идей большое влияние оказали труды историка и философа Мишеля Фуко. Его работы по изучению феномена безумства стали методологическом столпом в этой нише. Понимание безумства стало проходить не через призму вопроса о пограничности состояния нормального человека и уже больного, а стало изучаться отдельно.
Сейчас происхождение душевной болезни и влияющих на её развитие социокультурных факторов рассматривается с наибольшим пристрастием в различных дисциплинах. Наряду с этим, историков также интересуют более точные, статистические аспекты проблемы: устройство больниц, виды лечения, статистика больных и видов психических расстройств и др.
Одними из первых в 90-х гг. интерес к теме проявили Август Моисеевич Шерешевский и Игорь Иванович Щиголев их раздельные и совместные работы посвящены истории частных психиатрических лечебниц и истории психических эпидемий в России. Авторы монографий реконструируют историю частных психиатрических клиник, используя большой пласт архивных документов.
Частные психиатрические клиники появились в России в первой четверти XIX в. в Москве, Петербурге, и ряде других крупных городов и внесли большую роль в развитии лечения больных. В них работали наиболее известные психиатры, оказывая квалифицированную помощь различным слоям населения. Они совмещали свою практическую деятельность в клиниках, учебных заведениях, государственных и общественных учреждениях. В связи с этим именно в частных клиниках апробировались новые подходы лечения душевнобольных: принципы нестеснения и гуманного отношения, которые в последующем внедрялись в общественные и государственные учреждения.
Исследователь Магариф Магсумович Гатауллин расширил круг вопросов и занимался изучением соотношения государственных, общественных и частных видов психиатрической помощи в России во второй половине XIX в.- начале XX в. Он пишет, что возникновение и становление русской общественной психиатрии отражало перемены и прогресс в развитии общества, что стало возможным в результате реформ Александра II. Коренному реформированию психиатрического дела, по его мнению, способствовало именно комплексная медицинская организация помощи душевнобольным и рациональное соотношение государственных, общественных и частных лечебниц. А это триединство способствовало интенсифицированию научно-медицинского потенциала исследования душевных страданий и подготовке врачей-специалистов. Гатаулин делает вывод, что благодаря этому наметилась тенденция к повышению уровня лечебной работы.
Современных авторов интересуют также вопросы законодательства в отношении душевнобольных и их прав. Яркой работой в этой области представляется монография Виктории Эдуардовны Шунк «Российское законодательство XVIII—XIX веков о душевнобольных». Автор обрабатывает большой архивный материал. Главной проблемой признания сумасшествия она также, как и советские ученые, считает упрощение процедуры освидетельствования душевнобольного к 1870-м гг.
Масштабной антологической работой в рамках темы является книга «Пограничная психиатрия», вышедшая под редакцией психиатра профессора Юрия Александровича Александровского. В книге собраны и опубликованы 125 работ о психических заболеваниях 104 ведущих отечественных психиатров, неврологов и физиологов второй половины XIX в. — начала XX в., а также в ней присутствуют комментарии и обобщения редактора. Он противостоит укорам советских исследователей и называет плеяду первых русских психиатров нашими учителями и говорит о высокой значимости их врачебной и научной деятельности. Александровский подчеркивает, что современная психиатрия возвращается к своим истокам общемедицинской практики, зародившимся именно в середине XIX в.
Неординарно к изучению института душевнобольных подошла Лия Вилевна Янгулова, в своей диссертации и статье она рассматривает «безумие» как исторический феномен, складывавшийся в контексте развития русской культуры и общественных отношений. Она пишет, что категория безумия изначально житейская, то есть объединяющая в сознании простого обывателя многогранный спектр психических заболеваний. А в действительности психическое расстройство обозначает определённую форму болезни, нуждающуюся в лечении. Соответственно представления об «историческом безумии» и взгляд на него именно как на болезнь «имеют свою историю на уровне индивидуальных, коллективных, административных и профессиональных представлений», претерпевших постепенную медикализацию. Целью автора является исследование взаимосвязей конкретных исторических условий в России с совокупностью практик, давших начало институту психиатрии, и трансформирования категории безумия вместе с общим развитием института.
В работах Ирины Евгеньевны Сироткиной уделяется внимание культурно-историческому анализу восприятия самими русскими психиатрами XIX в. современной им культурной жизни России, специфике формирования психиатрической профессии и распространению новых идей. Автор рассматривает также соотношение понятий гений и безумие, и пишет патографические исследования.
Русские психиатры второй половины XIX в., по мнению автора, находились в положение «между двух огней», то есть между государством и местными властями с одной стороны, и нуждающихся в медицинской помощи с другой. Такая позиция врача могла оказывать влияние на его профессиональное самосознание. Вследствие чего психиатры «представляли себя защитниками интересов душевнобольных, даже когда эти интересы вступали в противоречие с интересами государства», что неизбежно вовлекало их в политическую борьбу вне зависимости от их убеждений.
Если продолжать говорить о восприятии душевнобольных и феномене психических расстройств, то весьма интересна работа Константина Анатольевича Богданова, где он рассматривает историю Санкт-Петербурга через медико-топографическое описание города. И один из разделов монографии посвящен болезням в обществе и болезням общества. Главным негативным фактором, провоцировавшим развитие безумства, автор называет равнодушное общество-толпу, власти которого не может противостоять слабый духом человек. Более того, апогеем этого становится увеличение самоубийств в Петербурге в 1860—1880 гг. Богданов пишет, что яркие примеры этих трагедий мы можем находить в классической литературе того периода. А сама «смерть сумасшедшего на глазах равнодушной городской толпы прочитывается при этом как символ Петербурга, жители которого жестоки и одиноки».
Тему самоубийств с 60-х гг. и влияния общества на психику людей подробно изучает Ирина Ароновна Паперно. Она приходит к мысли, что эта проблема становится «idee fixe» в общественной мысли и отражается в литературе.
С другой стороны к этой проблеме подходит Г. В. Елагина. Она изучает не понятие «безумия», а понятие «психической нормы», граница которой, по её мнению, лежит в воле человека. Через эту призму автор объясняет возможность признания человека душевнобольным или здоровым не врачом. Самостоятельная волевая регуляция своего поведения служит границей между медицинским и юридическим пониманием нормы, то есть «сохранение критичности по отношению к собственному состоянию (мышлению и деятельности)». Соответственно именно это и позволяло во второй половине XIX в. производить освидетельствование чиновниками: медицинским критерием было наличие психической болезни, а юридическим — отсутствие свободы воли. Вследствие чего автор приходит к выводу, что «понятие нормы содержательно шире понятия здоровья».
Таким образом, об изменение статуса душевнобольных в обществе и отношения к ним представителей властей, видно, как минимум, из того как изменилось отношение к вопросу об их содержании, что вместо монастырей или тюрем, для них стали строиться специальные заведения разных видов.
Кроме того, заменился прежний официальный термин «дураки» на новое выражение «душевнобольные».
И главное, что в больницах их не просто содержали, а старались[когда?] «хоть до некоторой степени вознаградить несчастных больных за потерю ими лучшего блага в жизни — пользования разумом», а также предупредить различные возможные случайности и несчастья, которые почти неизбежные при режиме стеснения таких больных.
Но при этом несмотря на наличие общего понимания в обществе понятия «душевнобольной» и научных представлений о душевной болезни, не хватало просветительской работы в распространении этого знания, чтобы оно стало доступным более широкому кругу неспециалистов. Это было необходимо для того, чтобы в психиатрические больницы поступали именно нуждающиеся в лечение люди, а не преступники и алкоголики.

## Вывод
Подытоживая о развитии института психиатрии в России в XIX в., мы можем сказать, что в 30-40-х гг. русская наука о психических болезнях начала вставать на научные рельсы и к второй половине 60-х гг. широко развилась и создала свои собственные оригинальные исследовательские школы. К 90-м гг. уже было немалое количество хорошо образованных практикующих врачей-психиатров, издавалось четыре журнала по неврологии и психиатрии, а также некоторые работы по психиатрии помещались в общемедицинских русских журналах. Иными словами, русская наука в области неврологии, психиатрии, психологии развивалась наравне с Западной Европой, а где то и опережала её, к примеру, преподавание психиатрии отдельно от неврологии началось в России раньше.
Со второй половины XIX в. русская психиатрия под влиянием естественноисторического материализма И. М. Сеченова встала на научные рельсы и вступила в период нозологической систематизации психических расстройств. Отношение общества к душевнобольным стало более гуманным, и повсеместно было признано, что им требуется медицинская помощь. Следует сказать, что этот период в истории складывания психиатрии известен двумя школами: московской и петербургской. Ранее мы не говорили об этом, так как в наши задачи входило изучение общего положения русской психиатрии во второй половине XIX в., а не частных особенностей школ. В литературе московская школа обычно рассматривается в лице С. С. Корсакова и определяется как имеющая социально-психиатрическую направленность, как более материалистическая и гуманная; а петербургская как имеющая узкое физиолого-клиническое направление, и представляется в лице И. М. Балинского, И. П. Мержеевского и В. М. Бехтерева. При этом новое направление развития психиатрии остается общим.
Широкий спектр исследований по теме рассматривает развитие института психиатрии в общих рамках исторических изменений и реформ в России. В основном авторы анализируют конкретные изменения этого института со стороны его эволюционного развития. Да, авторы предоставляют достаточно описательных характеристик, отвечают на многие вопросы и показывают ход самой истории. Но при этом обращается мало внимание на проблему социальных изменений.
Дореволюционные исследователи проблемы, в основном, были сами передовые врачи, пишущие учебники или описывающие сложившуюся ситуацию. Поэтому их тексты, основанные на личном опыте, показывали современникам и показывают ученым сегодня важность и актуальность этой социальной проблемы.
Работы советской историографии вследствие политических причин не уделяло большого внимания проработке этого вопроса. А некоторые комплексные работы являются скорее исключением. В них уже привлекался большой статистический материал и делался подробный анализ.
Современные исследователи занимаются более детальным изучением частных аспектов проблемы. Но обилие источников и монографий не позволяет говорить, что вопрос полностью изучен. Остается немалый спектр открытых проблем, к примеру, требует дальнейшей проработки вопросы связанные с восприятием душевнобольных обществом.
Что касается до понимания категорий «безумства» и «психической нормы», то следует признать, что понятие нормы крайне относительно, и каждый случай требует отдельного и пристального рассмотрения. Главным же фактором безумства следует назвать — общество и окружающую человека среду. Такое мнение проходит красной нитью сквозь время во всех исследованиях проблемы: это четко видно и в речи Мержеевского, и в работах советских историков, и в современных монографиях. Следовательно исторические и социальные изменения отражались в обществе и через него влияли на психику населения.
Кроме того, на понимание безумства и нормы влияла национальная культура и традиции страны. Для России такие психические черты как пассивность, мистико-религиозность, жажда социальной справедливости, развитое нравственное сознание, открытость и максимализм, воспринимаются населением как психическая норма . Именно это и способствовало самостоятельному развитию института психиатрии в России.

## Список использованной литературы
- Баженов Н. Н. История Московского Доллгауза, ныне Московской городской Преображенской больницы для душевнобольных. М., 1909.
- Банщиков В. М. Психиатрия. М., 1969.
- Богданов К. А. Врачи, пациенты, читатели. Патографические тексты русской культуры XVIII—XIX веков. М., 2005.
- Бородулин В. И. История медицины России. Клиника внутренних болезней во второй половине XIX — первой половине XX века: цикл лекций. М., 2011.
- Бутковский П. А. Душевные болезни, изложенные сообразно началам нынешнего учения психиатрии в общем и частном, теоретическом и практическом её содержании (в 2-х ч.). СПб., 1834.
- Гадзяцкий Ф. Х. Материалы для статистики душевных болезней в России по данным клиники душевных болезней при императорской военно-медицинской академии с 1870 по 1890 гг. СПб., 1893.
- Гатауллин М. М. Соотношение государственных, общественных и частных видов психиатрической помощи в России во второй половине XIX — начале XX столетия (организационно-клинический аспект). Автореферат. СПб., 1998.
- Елагина Г. В. Методологические аспекты определения понятия «психическая норма». // Философские опыты. Выпуск 1. Познание, наука, культура (сб. научных трудов). М., 2008. С. 17-30.
- Елагина Г. В. Проблема психической нормы: философско-методологический анализ. Автореферат. М., 2013.
- Елагина Г. В. Формирование представлений о психической норме в контексте русской культуры. // Материалы всероссийской научной конференции. Культура: Россия и современный мир. Йошкар-Ола., 2008. С. 8-11.
- Кандинский В. Х. К вопросу о невменяемости. М., 1890.
- Кантарович Я. А. Законы о безумных и сумасшедших. СПб., 1899.
- Корсаков С. С. Курс психиатрии. М., 1901.
- Мержеевский И. П. Об условиях благоприятствующих развитию душевных и нервных болезней в России и о мерах направленных к их уменьшению. СПб., 1887.
- Мокшанцев А. Е. К вопросу о положении душевно-больных в России и об учреждении над ними опек. СПб., 1895.
- Морозов Г. В., Лунц Д. Р., Фелинская Н. И. Основные этапы развития отечественной судебной психиатрии. М., 1975.
- Невский В. А., Федотов Д. Д. Отечественная невропатология и психиатрия XVIII и первой половины XIX века. М, 1964.
- Паперно И. Самоубийство как культурный институт. М., 1999.
- Призрение душевнобольных в России. // Правительственный вестник. 1891. № 175.
- Рохлин Л. Л. Взгляды русских психиатров второй половины XIX века. // Очерки психиатрии. М., 1967. С. 32-45. // Пограничная психиатрия / Под. ред. Ю. А. Александровского. М., 2006. С. 439—446.
- Рохлин Л. Л. Жизнь и творчество В. Х. Кандинского. М., 1975.
- Сироткина И. Е. Классики и психиатры: Психиатрия в российской культуре конца XIX — начала XX века. М., 2009.
- Сироткина И. Е. Психология в клинике: работы отечественных психиатров конца прошлого века // Вопросы психологии. 1995., № 6. С. 79-92.
- Сироткина И. Е. Психопатология и политика: становление идей и практики психогигиены в России // Вопросы истории естествознания и техники. 2000., №. 1.
- Сорокина Т. С. История медицины. М., 2014.
- Федотов Д. Д. Очерки по истории отечественной психиатрии (вторая половина XVIII века и первая половина XIX века). М., 1957.
- Фейнберг Ц. М. Принудительное лечение и презрение душевнобольных, совершивших преступление в дореволюционной России. М., 1946.
- Фрезе А. У. Краткий курс психиатрии. СПб., 1881.
- Фрезе А. У. Об устройстве домов для умалишенных М., 1862.
- Фрезе А. У. Очерк судебной психиатрии. М., 1871.
- Фуко М. История безумия в классическую эпоху. М., 2010;
- Фуко М. Психическая болезнь и личность. СПб., 2010.
- Холодковская Е. М. Дееспособность психически больных в судебно-психиатрической практике. М., 1967.
- Шерешевский A.M., Щиголев И. И. Частные психиатрические больницы России. СПб., 1995.
- Шульц A.В. Призрение помешанных в России. // Архив судебной медицины и общественной гигиены, издаваемый медицинским департаментом министерства внутренних дел. СПб., 1865. Кн. 1.
- Шунк В. Э. Российское законодательство XVIII—XIX веков о душевнобольных. Ижевск, 2009.
- Щиголев И. И. Частная психиатрическая помощь в России из XIX в XXI век. Клинцы., 2002.
- Щиголев И. И. Частные психиатрические лечебницы России в XIX — начале XX столетия. Автореферат. СПб., 1993;
- Эдельштейн А. О. Сергей Сергеевич Корсаков. М., 2012.
- Юдин Т. И. Очерки истории отечественной психиатрии. М., 1951.
- Янгулова Л. В. Институционализация психиатрии в России: генеалогия практик освидетельствования и испытания «Безумия». Автореферат. М., 2004.
- Янгулова Л. В. Юродивые и Умалишенные: генеалогия инкарцерации в России. // Мишель Фуко и Россия: Сб. статей. СПб., 2001. С. 192—212.